# Web of Science
Web of Science (англ. WoS, ранее — Web of Knowledge) — платная поисковая платформа, объединяющая несколько библиографических и реферативных баз данных рецензируемой научной литературы. Коллекция основана на индексе цитирования научных работ, разработанном одним из основателей наукометрии Юджином Гарфилдом в 1960-х годах.
WoS индексирует ведущие рецензируемые журналы, научные книги, исследовательские статьи, обзоры книг, аннотации, редакционные письма, другую литературу. WoS содержит информацию о статьях из более чем 34 000 рецензируемых журналов, 134 000 книг, 2,5 млн препринтов и 109 млн патентов.

## Создание

Юджин Гарфилд в мае 2007 года

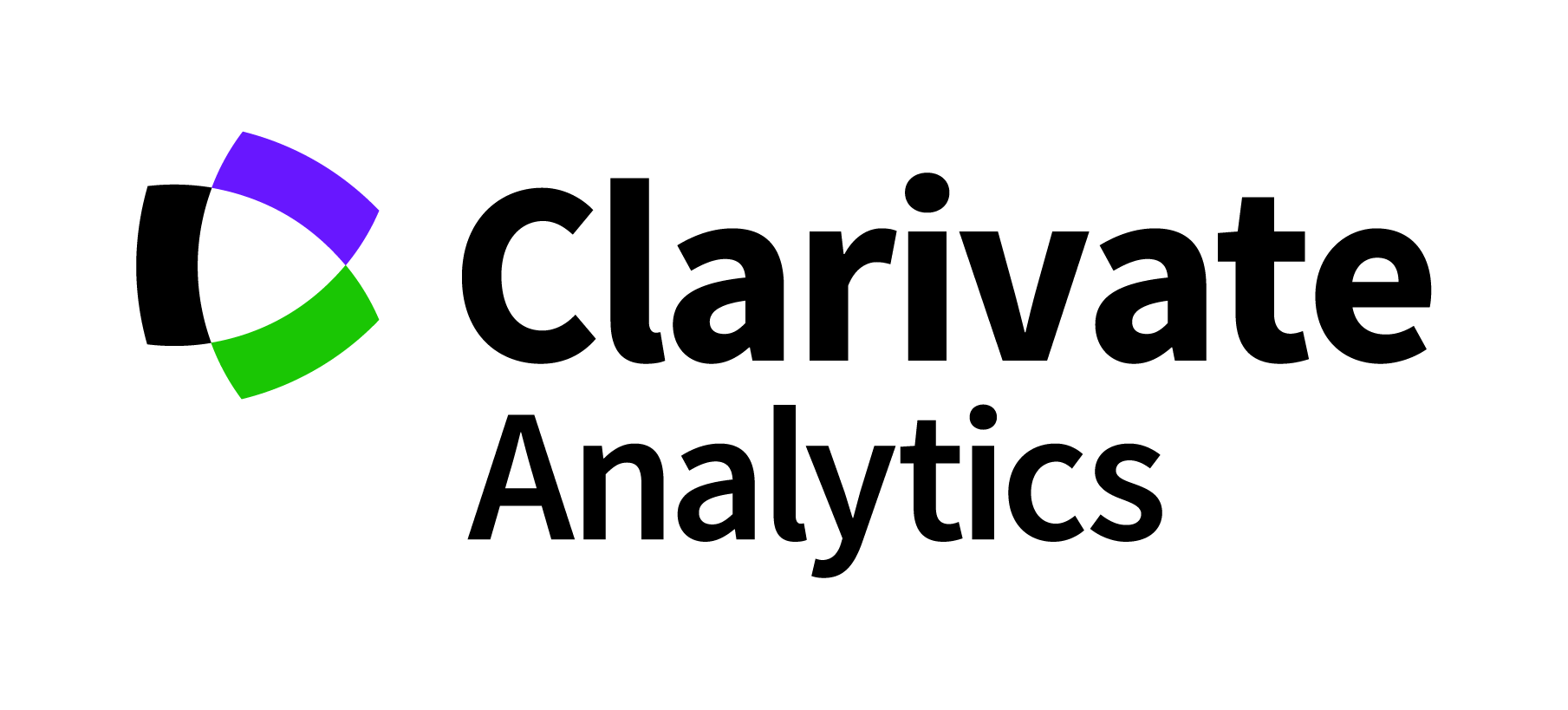
Логотип Clarivate

Web of Science основан на индексе цитирования научных работ, разработанном в 1960-х годах одним из основателей наукометрии Юджином Гарфилдом. Индекс определялся на основе количества цитирований научной публикации и вскоре стал главным инструментом оценки вклада учёных в науку. Гарфилд разработал принцип селективности, или так называемый «Закон концентрации Гарфилда» (англ. Garfield's Law of Concentration), согласно которому основная значимая литература в каждой научной области публикуется в небольшом количестве журналов или «ядре». Оценки показывают, что от 80 до 100 % всех цитируемых публикаций появляются в одной тысяче журналов. Поэтому Гарфилд предложил индексировать «ядро», а не всю существующую периодику.
В 1964 году Гарфилд основал первое ежеквартальное печатное издание Science Citation Index (SCI), которое публиковало библиографические данные и цитирования журналов с высоким рейтингом. Затем последовали Индекс цитирования социальных наук (SSCI) и Индекс цитирования искусств и гуманитарных наук (A&HCI) в 1973 и 1978 годах, соответственно. С конца 1960-х созданные Гарфилдом базы данных всё чаще применяли для оценки научной деятельности. Система подсчёта цитирований считалась наиболее объективной при определении научного вклада, так как она формировалась самими учёными — каждое «цитирование» является признанием авторитета публикации.
Цитирования это формальные, явные связи между статьями, имеющие определённые общие черты. Индекс цитирования строится вокруг этих связей. В нём перечислены процитированные публикации и указаны источники цитирований. Любой, кто занят поиском литературы, может найти от одного до нескольких десятков дополнительных статей по теме, просто исходя от первоначальной процитированной публикации. И каждая найденная статья предоставляет список новых цитирований, на основе которых можно продолжить поиск. Простота индексации цитирования — одна из его сильных сторон.Юджин Гарфилд
В 1997 году все индексы были объединены на онлайн-платформе Web of Knowledge, которая впоследствии стала Web of Science. Пользователи с доступом через институциональную подписку получили возможность искать в каталоге цитирований.
Изначально индекс разрабатывал Институт научной информации под началом Eugene Garfield Associates Inc. . В 1992 году институт был приобретён Thomson Scientific & Healthcare, после чего образовалась объединённая компании Thomson ISI (с 2016 года — Thomson Reuters). В 2016 году Thomson Reuters продала своё подразделение Intellectual Property & Science, в составе которого была WoS, за $ 3,55 млрд частным фондам, аффилированным с канадской корпорацией Onex Corporation и гонконгским инвестфондом Baring Private Equity Asia. После выхода из состава Thomson Reuters компанию Ip & Science переименовали в Clarivate.

## Коллекция
Web of Science является одним из ведущих мировых порталов для поиска научных цитирований и библиографической информации, представляя собой подмножество баз данных академической литературы, размещённых на единой интернет-платформе. WoS индексирует научные книги, рецензируемые журналы, исследовательские статьи, обзоры книг, абстракты, редакционные письма и другие виды литературы. ПWoS содержит информацию о статьях из более чем 34 000 рецензируемых журналов, 134 000 книг, 2,5 млн препринтов и 109 млн патентов. Система отслеживает цитирования начиная с 1900 года. Большинство работ опубликовано в США (более 3 млн) и Китае (более 2 млн).
«Ядро» коллекции (англ. Core Collection) включает четыре основных базы данных:
- Social Sciences Citation Index Expanded (SCIE) — база данных естественных наук (включает Science Citation Index (SCI)), индексирует более 9500 ведущих журналов по 150 дисциплинам с 1900 года;
- Social Sciences Citation Index[англ.] (SSCI) — база данных социальных наук, включает информацию о более чем 3200 изданиях по 55 социальным дисциплинам и отдельные публикации из 3500 ведущих мировых научных и технических журналов с 1900 года;
- Arts and Humanities Citation Index[англ.] (AHCI) — полностью индексирует более 1700 журналов в сфере гуманитарных наук, а также выбранные материалы из более чем 250 изданий социальных наук с 1975 года;
- Emerging Sources Citation Index (ESCI) — выпускается с 2015 года, содержит более 5000 журналов регионального значения, посвящённых новейшим научным областям.

Также в WoS входят: Conference Proceeding Citation Index (CPCI или Индекс цитирований докладов с конференций), Book Citation Index (BkCI или Индекс цитирований книг) и национальные индексы цитирований, такие как Российский индекс научного цитирования (RSCI).
Все метаданные о научных публикациях WoS получает напрямую от издателей. Для сравнения, аналогичный сервис Google Scholar использует поисковых роботов для индексации материалов. По каждому журналу и отдельно взятым публикациям извлекают выходные данные — аннотацию, информацию об авторах, название, выпуске, страницах, ключевых словах, список цитируемой литературы. Базы данных WoS обновляются еженедельно.
Расширение «ядра» происходит за счёт интеграции составленных Clarivate и другими организациями баз данных — например, BIOSIS Citation, Китайской базы данных научного цитирования, Российского индекса научного цитирования и SciELO Citation Index (для стран Латинской Америки и Пиренейского полуострова), а также специализированных коллекций, вроде MEDLINE, Inspec и Derwent Innovations Index (DII), индексирующего патентную литературу.
Критерии включения в базы данных WoS основаны на показателях импакт-фактора, информация о которых содержится в ежегодном выпуске Journal Citation Reports. Все индексируемые издания должны быть рецензируемыми и обладать значимостью в соответствующей академической дисциплине.

## Доступные функции
Web of Science является коммерческой платформой, доступ к которой осуществляется по подписке. Пользователи могут отслеживать и анализировать цитирования и рейтинг публикаций через вспомогательные инструменты анализа. Например, Journal Citation Reports (JSR) генерирует импакт-факторы журналов и собирает данные по цитируемости журналов. Essential Science Indicators (ESI) собирает статистические данные и подсчитывает значимость публикаций. InCites использует информацию об изданиях для анализа производительности, влияния и коллабораций между исследованиями, проиндексированных в WoS. Эти инструменты автоматически агрегируют и анализируют информацию о выбранных публикациях, журналах, авторах, организациях и странах, предоставляя наукометрические данные в удобной форме для дальнейшего использования.
В 2021 году WoS внедрил новую метрику — Journal Citation Index (JCI), ставшую аналогом импакт-фактора. Одним из главных преимуществ JCI стало использование нормализации. Индекс рассчитывается на основе средней цитируемости публикации по предметной области в системе InCites за предыдущие три года, что позволяет избежать искажений при сравнении показателей двух существенно разных областей.
Платформа поддерживает библиографические и реферативные базы данных, включая Biological Abstracts and Global health, Current Contents Connect, CABI: CAB Abstracts and Global Health, Food Science and Technology Abstracts.
Пользователи могут искать по названию, именам авторов, году публикации. Результаты представлены списком из 10-50 элементов. Если полный текст находится в открытом доступе, его можно просмотреть бесплатно. Автоматически отображаются типы документов, авторы, источник, годы публикации, учреждения, финансирующие организации, языки и страны. Отчёт по цитированиям может быть сгенерирован на основе результата поиска в виде двух гистограмм, демонстрирующих количество опубликованных статей за каждый год. Отчёт также включает сводную информацию, отражающую результаты поиска, среднее количество цитирований на каждый элемент и индекс Хирша.

## Использование
Web of Science долгое время была единственной поисковой системой для научной литературы и цитирований. Исследовательские организации использовали генерируемые платформой импакт-факторы и показатели цитирований для оценки работы учёных. На данных WoS основывают исследовательские публикации, анализирующие тренды в библиометрии. Норвежский университет естественных и технических наук, Королевский технологический институт и другие организации использовали WoS для составления внутренних баз данных научной литературы. На основе Web of Science разрабатывают и университетские рейтинги — например, CWTS Leiden Ranking. Некоторые исследовательские центры, включая Северо-Западный университет и Knowledge Lab Чикагского университета, используют базы данных для изучения динамики исследований и инноваций.
С WoS также сотрудничают на национальном уровне. В 1989 году был разработан Китайский индекс научного цитирования, в 2008 году — Корейский индекс научного цитирования, с 2013 года в WoS интегрирован SciELO, охватывающий работы из стран Латинской Америки, в 2020 году был запущен Arabic Citation Index.
В феврале 2023 года в WoS был интегрирован Preprint Citation Index, содержащий информацию о более чем 2,5 млн препринтов из различных репозиториев, включая arXiv, bioRxiv, ChemRxiv, medRxiv и Preprints.org .
В 2014 году Россия запустила Российский индекс научного цитирования, в рамках которого в WoS индексировали около тысячи лучших российских журналов. К 2020 году в этот список вошли 792 российских журнала, отобранных на основе оценки научного сообщества, мнения экспертов и количественных данных. В 2015 году русский язык стал седьмым доступным языком интерфейса Web of Science после английского, испанского, китайского, корейского, португальского и японского. Однако после вторжения России на Украину в феврале 2022 года WoS объявил о закрытии российского офиса и прекращении рассмотрения новых заявок на включение в базу от российских и белорусских журналов. В начале апреля 2022 года компания Clarivate закрыла доступ к Web of Science для России. В связи с этим Минобрнауки России заявило о временном отказе от наказания исследовательских организаций, не выполнивших обязательный норматив по публикациям в зарубежных журналах.

## Ограничения
WoS часто критикуют за принцип селективности и, как следствие, ограниченный набор коллекций. Поэтому с начала 2000-х у WoS появились два сильных конкурента — Scopus и Google Scholar, также получившие популярность среди исследователей.
Коллекция WoS ориентируется в основном на англоязычные издания, что ограничивает возможности журналов из развивающихся стран попасть в базы данных. Так, исследования 2023 года показало относительно низкий уровень представленности журналов из африканских стран в базе данных. Большинство представленных изданий выпускают в США, Великобритании и Нидерландах, где расположены крупнейшие издательства научной литературы и зарегистрированы многие международные академические журналы. В марте 2023 года Clarivate объявила об исключении 82 журналов из основной коллекции Web of Science. Это также означает, что эти исключенные из списка журналы потеряли свой импакт-фактор. Причиной для исключения послужили подозрения в несоблюдении надлежащей процедуры рецензирования, публикации статей без научной строгости в обмен на высокие сборы за публикацию, в основном оплачиваемые из государственных средств.
Базы данных Web of Science не учитывают цитирования и библиографическую информацию о большинстве книг и материалов конференций, неравномерно покрывают научные области, имеют ошибки цитирований, непоследовательны в использовании инициалов и в написании неанглоязычных имён. Сравнительные исследования показывают, что Scopus индексирует на 20 % больше научных статей по сравнению с WoS.
Web of Science доступен только по платной подписке, что существенно ограничивает доступность ресурса. Так, помимо учреждений категорий Carnegie R1 и R2, только 25 % американских четырёхгодичных колледжей и университетов предоставляют доступ к Scopus или Web of Science.